# Sportklettern bei den Olympischen Jugend-Sommerspielen
Sportklettern ist bei den Olympischen Jugend-Sommerspielen  seit den Spielen 2018 in Buenos Aires Teil des Programmes, welches auf Wunsch des organisatorischen Komitees in das Programm aufgenommen wurde. Es wird eine olympische Kombination aus Speedklettern, Bouldern und Schwierigkeitsklettern in zwei Wettbewerben, jeweils einer pro Geschlecht, ausgetragen.